# میشلین استون (بازیکن فوتبال)
میشلین استون (انگلیسی: Pierre Michelin؛ زادهٔ ۷ فوریهٔ ۱۹۳۷) بازیکن فوتبال اهل فرانسه است.
از باشگاه‌هایی که در آن بازی کرده‌است می‌توان به باشگاه فوتبال لیل و باشگاه فوتبال سدان اشاره کرد.
وی همچنین در تیم ملی فوتبال فرانسه بازی کرده‌است.